# رتیل صورتی مارتینیکو
رتیل صورتی مارتینیکو (نام علمی: Avicularia versicolor) نام یک گونه از تیره رتیل است.

## نگارخانه

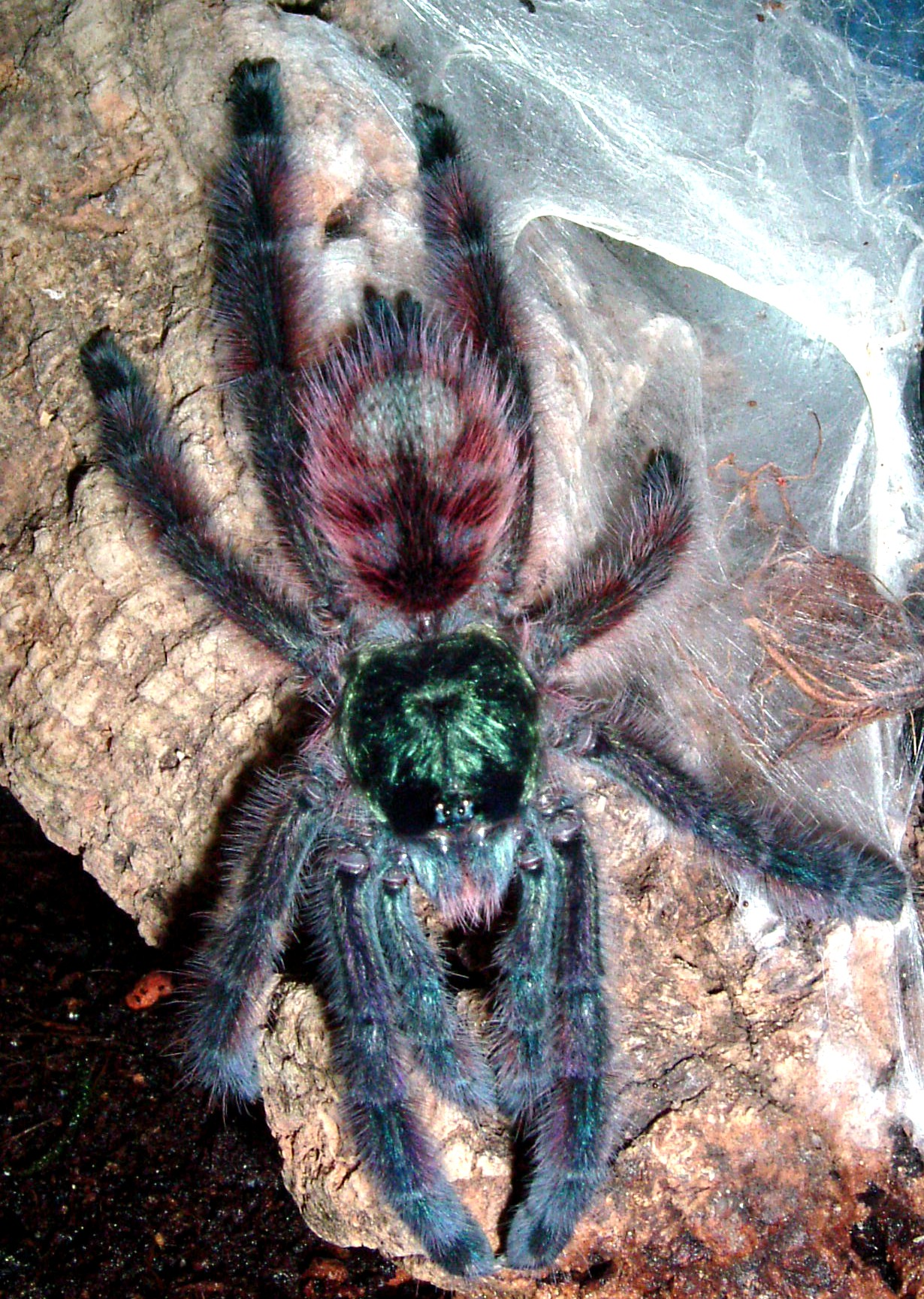
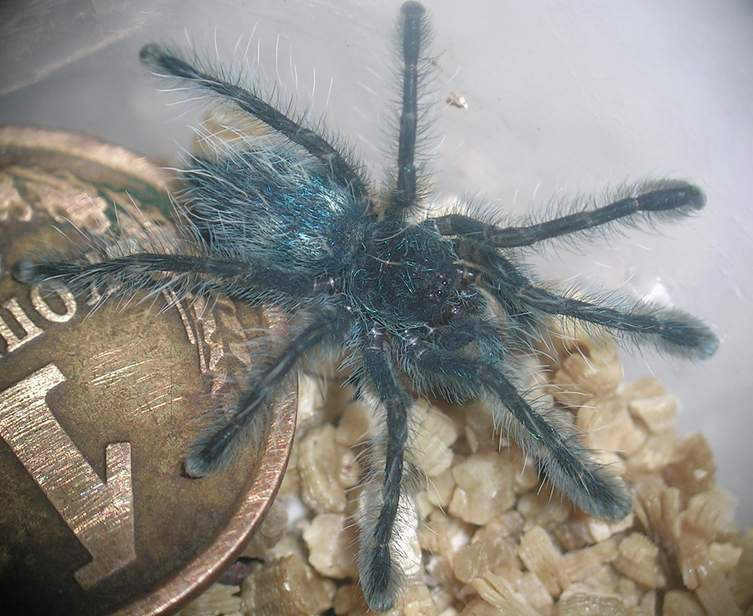
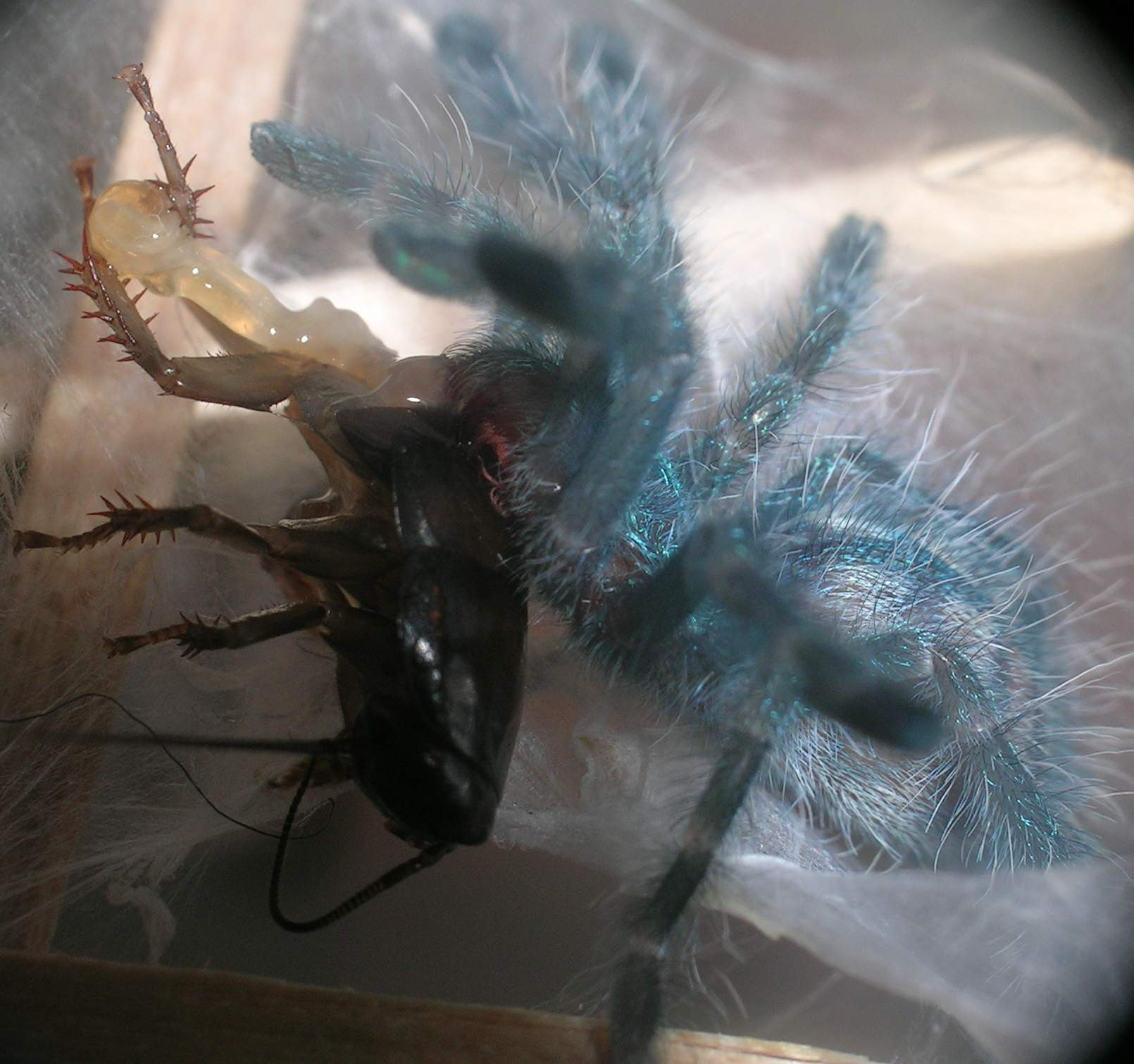